# Drosophila subobscura
Drosophila subobscura är en tvåvingeart som beskrevs av Collin 1936. Drosophila subobscura ingår i släktet Drosophila och familjen daggflugor. Arten är reproducerande i Sverige.
Artens utbredningsområde täcker stora delar av Europa.